# Finca la Natividad
Finca la Natividad är en ort i Mexiko.   Den ligger i kommunen Santiago Jamiltepec och delstaten Oaxaca, i den sydöstra delen av landet, 400 km söder om huvudstaden Mexico City. Finca la Natividad ligger 271 meter över havet och antalet invånare är 136.
Terrängen runt Finca la Natividad är varierad. Runt Finca la Natividad är det glesbefolkat, med 18 invånare per kvadratkilometer. Närmaste större samhälle är Santiago Jamiltepec, 10,0 km söder om Finca la Natividad. Omgivningarna runt Finca la Natividad är en mosaik av jordbruksmark och naturlig växtlighet.